# Veronica Campbell-Brown
Veronica Angella Campbell-Brown (Trelawny, 15 maggio 1982) è una velocista giamaicana.
È salita per otto volte sul podio olimpico ed è stata campionessa mondiale dei 100 metri ad Osaka 2007 e dei 200 metri a Taegu 2011.

## Biografia
Nata in Giamaica, da giovane ha studiato negli Stati Uniti d'America, all'Università dell'Arkansas, e qui ha iniziato a mettersi in luce come velocista.

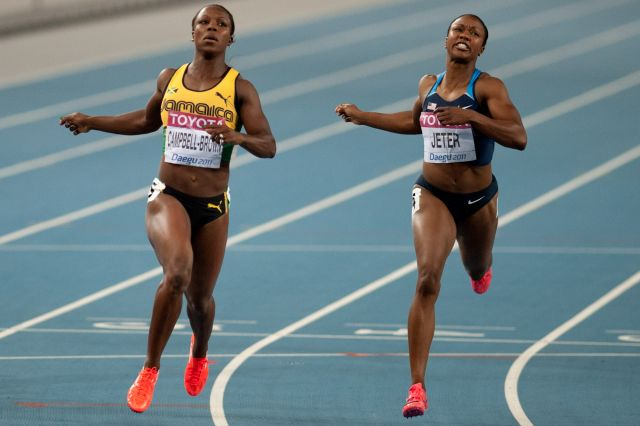
Veronica Campbell-Brown (a sinistra) sul traguardo dei 200 m a Taegu 2011.

Nel 2000 ha partecipato alla sua prima olimpiade, a Sydney, facendo parte del team giamaicano che ha conquistato l'argento nella gara della 4×100 m. È stato però nella XXVIII Olimpiade di Atene che ha ottenuto i migliori risultati personali, guadagnando una medaglia di bronzo nei 100 metri piani e vincendo, due giorni più tardi, l'oro nei 200, battendo la statunitense Allyson Felix con un tempo di 22"05. Sempre durante questa competizione, ha preso parte alla 4×100 m, insieme alle compagne Aleen Bailey, Tayna Lawrence e Sherone Simpson, ottenendo un'altra medaglia d'oro.
Nel 2005 ha invece partecipato ai Mondiali di Helsinki, vincendo due medaglie d'argento, una nei 100 metri e la seconda nella 4×100 m. Due anni dopo, ai Mondiali 2007 di Osaka, ha racimolato un bottino di tre medaglie; un oro nei 100 m, e due argenti nei 200 e nuovamente nella 4×100 m.
Nel 2007 ha sposato Omar Brown, anch'egli velocista giamaicano, vincitore dell'oro nei 200 metri ai XVIII Giochi del Commonwealth.
In occasione della cerimonia d'apertura delle Olimpiadi di Pechino 2008 è stata la portabandiera per la delegazione della Giamaica. Nella stessa manifestazione olimpica ha vinto la medaglia d'oro nei 200 metri piani col suo primato personale di 21"74.
Il 13 febbraio 2009 viene eletta Jamaican Sportswoman of the Year a pari merito con Melaine Walker. Ai Mondiali di Berlino dello stesso anno ottiene il quarto posto nella finale dei 100 m con 10"95, mentre sui 200 m vince l'argento concludendo la gara dietro alla statunitense Allyson Felix.
In occasione dei Mondiali di Taegu ottiene due medaglie, rispettivamente d'argento nei 100 metri piani dietro la statunitense Carmelita Jeter e una d'oro nella finale dei 200 metri piani con un crono di 22"22 davanti alle americane Carmelita Jeter ed Allyson Felix.
Il 4 maggio 2013 è risultata positiva ad un diuretico in seguito ad un controllo antidoping effettuato dopo il Jamaica International, venendo provvisoriamente sospesa. Nel febbraio 2014 viene completamente assolta dal Tribunale Arbitrale dello Sport, che la riammette con effetto immediato alle competizioni.

## Progressione

### 60 metri piani indoor
| Stagione | Tempo | Luogo        | Data      | Rank. Mond. |
| -------- | ----- | ------------ | --------- | ----------- |
| 2014     | 7"13  | Sopot        | 9-3-2014  | 11ª         |
| 2012     | 7"01  | Istanbul     | 11-3-2012 | 1ª          |
| 2011     | 7"11  | New York     | 28-1-2011 | 2ª          |
| 2010     | 7"00  | Doha         | 14-3-2010 | 2ª          |
| 2006     | 7"04  | Fayetteville | 10-2-2006 | 4ª          |
| 2005     | 7"09  | Fayetteville | 11-2-2005 | 1ª          |
| 2004     | 7"20  | Lexington    | 29-2-2004 | 19ª         |
| 2003     | 7"09  | Norman       | 11-2-2003 | 2ª          |
| 2002     | 7"17  | Lincoln      | 2-2-2002  | 12ª         |

### 100 metri piani

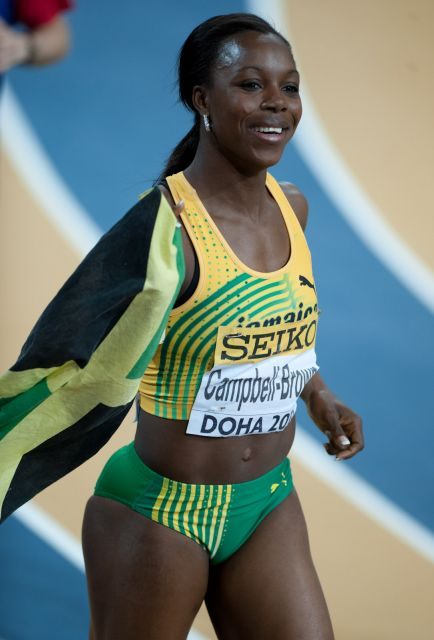
Veronica Campbell-Brown festeggia dopo la vittoria ottenuta ai Mondiali indoor di Doha.

| Stagione | Tempo | Luogo        | Data       | Rank. Mond. |
| -------- | ----- | ------------ | ---------- | ----------- |
| 2013     | 11"01 | Kingston     | 4-5-2013   | 16ª         |
| 2012     | 10"81 | Londra       | 4-8-2012   | 3ª          |
| 2011     | 10"76 | Ostrava      | 31-5-2011  | 2ª          |
| 2010     | 10"78 | Eugene       | 3-7-2010   | 1ª          |
| 2009     | 10"89 | Shanghai     | 20-9-2009  | 4ª          |
| 2008     | 10"87 | Londra       | 26-7-2008  | 6ª          |
| 2007     | 10"89 | Kingston     | 23-6-2007  | 1ª          |
| 2006     | 10"99 | Carson       | 21-5-2006  | 2ª          |
| 2005     | 10"85 | Zurigo       | 19-8-2005  | 2ª          |
| 2004     | 10"91 | Monaco       | 19-9-2004  | 2ª          |
| 2002     | 11"00 | Manchester   | 27-7-2002  | 6ª          |
| 2001     | 11"13 | Kingston     | 6-4-2001   | 13ª         |
| 2000     | 11"12 | Santiago     | 18-10-2000 | 26ª         |
| 1999     | 11"49 | Bydgoszcz    | 16-7-1999  | 148ª        |
| 1998     | 11"70 | Grand Cayman | 10-7-1998  | 305ª        |

### 200 metri piani
| Stagione | Tempo | Luogo    | Data       | Rank. Mond. |
| -------- | ----- | -------- | ---------- | ----------- |
| 2013     | 22"53 | New York | 25-5-2013  | 15ª         |
| 2012     | 22"32 | Londra   | 7-8-2012   | 7ª          |
| 2011     | 22"22 | Taegu    | 2-9-2011   | 3ª          |
| 2010     | 21"98 | New York | 12-6-2010  | 1ª          |
| 2009     | 22"29 | Berlino  | 20-8-2009  | 3ª          |
| 2008     | 21"74 | Pechino  | 21-8-2008  | 1ª          |
| 2007     | 22"34 | Osaka    | 31-8-2007  | 5ª          |
| 2006     | 22"51 | Kingston | 6-5-2006   | 10ª         |
| 2005     | 22"35 | Torino   | 3-6-2005   | 6ª          |
| 2004     | 22"05 | Atene    | 25-8-2004  | 1ª          |
| 2002     | 22"39 | Odessa   | 18-5-2002  | 3ª          |
| 2001     | 22"92 | Kingston | 7-4-2001   | 33ª         |
| 2000     | 22"87 | Santiago | 21-10-2000 | 47ª         |
| 1999     | 23"73 | Kingston | 19-6-1999  | 262ª        |

## Palmarès

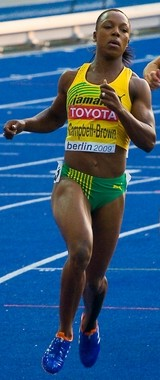
Veronica Campbell-Brown durante i Mondiali di Berlino 2009.

| Anno | Manifestazione          | Sede           | Evento      | Risultato        | Prestazione | Note                                     |
| ---- | ----------------------- | -------------- | ----------- | ---------------- | ----------- | ---------------------------------------- |
| 1998 | Mondiali juniores       | Annecy         | 100 m piani | Quarti di finale | 12"04       |                                          |
| 1999 | Mondiali allievi        | Bydgoszcz      | 100 m piani | Oro              | 11"49       |                                          |
| 1999 | Mondiali allievi        | Bydgoszcz      | 4×100 m     | Oro              | 44"30       |                                          |
| 2000 | Mondiali juniores       | Santiago       | 100 m piani | Oro              | 11"12       | Record dei campionati                    |
| 2000 | Mondiali juniores       | Santiago       | 200 m piani | Oro              | 22"87       | Record dei campionati                    |
| 2000 | Mondiali juniores       | Santiago       | 4×100 m     | Argento          | 44"05       | Miglior prestazione personale stagionale |
| 2000 | Giochi olimpici         | Sydney         | 4×100 m     | Argento          | 42"13       | Miglior prestazione personale stagionale |
| 2002 | Giochi del Commonwealth | Manchester     | 100 m piani | Argento          | 11"00       | Miglior prestazione personale            |
| 2002 | Giochi del Commonwealth | Manchester     | 4×100 m     | Argento          | 42"73       |                                          |
| 2004 | Giochi olimpici         | Atene          | 100 m piani | Bronzo           | 10"97       |                                          |
| 2004 | Giochi olimpici         | Atene          | 200 m piani | Oro              | 22"05       | Miglior prestazione personale            |
| 2004 | Giochi olimpici         | Atene          | 4×100 m     | Oro              | 41"73       | Record nazionale                         |
| 2005 | Mondiali                | Helsinki       | 100 m piani | Argento          | 10"95       | Miglior prestazione personale stagionale |
| 2005 | Mondiali                | Helsinki       | 200 m piani | 4ª               | 22"38       |                                          |
| 2005 | Mondiali                | Helsinki       | 4×100 m     | Argento          | 41"99       | Miglior prestazione personale stagionale |
| 2006 | Giochi del Commonwealth | Melbourne      | 200 m piani | Argento          | 22"72       |                                          |
| 2007 | Mondiali                | Osaka          | 100 m piani | Oro              | 11"01       |                                          |
| 2007 | Mondiali                | Osaka          | 200 m piani | Argento          | 22"34       | Miglior prestazione personale stagionale |
| 2007 | Mondiali                | Osaka          | 4×100 m     | Argento          | 42"01       | Miglior prestazione personale stagionale |
| 2008 | Giochi olimpici         | Pechino        | 200 m piani | Oro              | 21"74       | Miglior prestazione personale            |
| 2008 | Giochi olimpici         | Pechino        | 4×100 m     | Finale           | dnf         |                                          |
| 2009 | Mondiali                | Berlino        | 100 m piani | 4ª               | 10"95       | Miglior prestazione personale stagionale |
| 2009 | Mondiali                | Berlino        | 200 m piani | Argento          | 22"35       |                                          |
| 2010 | Mondiali indoor         | Doha           | 60 m piani  | Oro              | 7"00        | Miglior prestazione personale            |
| 2011 | Mondiali                | Taegu          | 100 m piani | Argento          | 10"97       |                                          |
| 2011 | Mondiali                | Taegu          | 200 m piani | Oro              | 22"22       | Miglior prestazione personale stagionale |
| 2011 | Mondiali                | Taegu          | 4×100 m     | Argento          | 41"70       | Record nazionale                         |
| 2012 | Mondiali indoor         | Istanbul       | 60 m piani  | Oro              | 7"01        | Miglior prestazione mondiale stagionale  |
| 2012 | Giochi olimpici         | Londra         | 100 m piani | Bronzo           | 10"81       | Miglior prestazione personale stagionale |
| 2012 | Giochi olimpici         | Londra         | 200 m piani | 4ª               | 22"38       |                                          |
| 2012 | Giochi olimpici         | Londra         | 4×100 m     | Argento          | 41"41       | Record nazionale                         |
| 2014 | Mondiali indoor         | Sopot          | 60 m piani  | 5ª               | 7"13        | Miglior prestazione personale stagionale |
| 2014 | Giochi del Commonwealth | Glasgow        | 100 m piani | Argento          | 11"03       |                                          |
| 2014 | Giochi del Commonwealth | Glasgow        | 4×100 m     | Oro              | 41"83       | Record dei Giochi                        |
| 2015 | World Relays            | Nassau         | 4×100 m     | Oro              | 42"14       | Miglior prestazione mondiale stagionale  |
| 2015 | World Relays            | Nassau         | 4×200 m     | Argento          | 1'31"73     |                                          |
| 2015 | Mondiali                | Pechino        | 100 m piani | 4ª               | 10"91       |                                          |
| 2015 | Mondiali                | Pechino        | 200 m piani | Bronzo           | 21"97       | Miglior prestazione personale stagionale |
| 2015 | Mondiali                | Pechino        | 4×100 m     | Oro              | 41"07       | Record dei campionati                    |
| 2016 | Giochi olimpici         | Rio de Janeiro | 200 m piani | Batteria         | 22"97       |                                          |
| 2016 | Giochi olimpici         | Rio de Janeiro | 4×100 m     | Argento          | 41"36       | Miglior prestazione personale stagionale |

## Altre competizioni internazionali
2004

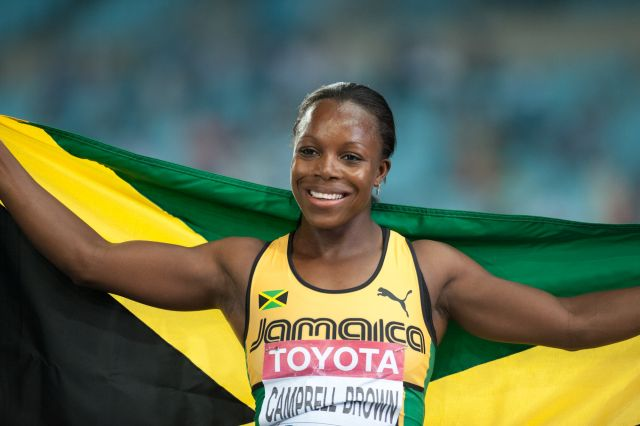
Veronica Campbell-Brown festeggia l'argento nei 100 m ai Mondiali di

- Oro alla World Athletics Final ( Monaco), 100 m piani - 10"91
- Oro alla World Athletics Final ( Monaco), 200 m piani - 22"64

2005
- Oro alla World Athletics Final ( Monaco), 100 m piani - 10"92
- Argento alla World Athletics Final ( Monaco), 200 m piani - 22"37

2014
- Vincitrice della Diamond League nella specialità dei 100 m piani (10 punti)